# بيتر باه
بيتر باه (بالإنجليزية: Peter Baah)‏ (1 مايو 1973 - ) هو مدرب كرة قدم ولاعب كرة قدم بريطاني في مركز جناح ‏. لعب مع بلاكبيرن روفرز ونادي فولهام وCincinnati Kings ‏ وIndiana Blast ‏ ونورثويتش فيكتوريا.